# Форт Смит
Форт Смит (енгл. Fort Smith) град је у САД у савезној држави Арканзас, у округу Себастијан. Према попису становништва из 2000.е у граду је живјело 80.268 становника, па је други по величини град у Арканзасу.
Форт Смит се налази на граници Арканзаса и Оклахоме, те на раскршћу ријека Арканзас и Потју. Град је првобитно био граница војног гарнизона (1817), а касније ће постати важна карика насељавња у Дивљем Западу.

## Географија
Форт Смит има укупну површину 137,1 km², од чега је 130,4 km² копна, а 6,7 km² водених површина.
У овом граду су углавном зиме благе, а љета су топла и влажна. Форт Смит је доживео три велика торнада која су се догодила 1898, 1927. и 1996-те.
| Клима Форт Смита            | Клима Форт Смита | Клима Форт Смита | Клима Форт Смита | Клима Форт Смита | Клима Форт Смита | Клима Форт Смита | Клима Форт Смита | Клима Форт Смита | Клима Форт Смита | Клима Форт Смита | Клима Форт Смита | Клима Форт Смита | Клима Форт Смита |
| Показатељ \ Месец           | .Јан.            | .Феб.            | .Мар.            | .Апр.            | .Мај.            | .Јун.            | .Јул.            | .Авг.            | .Сеп.            | .Окт.            | .Нов.            | .Дец.            | .Год.            |
| --------------------------- | ---------------- | ---------------- | ---------------- | ---------------- | ---------------- | ---------------- | ---------------- | ---------------- | ---------------- | ---------------- | ---------------- | ---------------- | ---------------- |
| Апсолутни максимум, °C (°F) | 27,2 (81)        | 30 (86)          | 34,4 (93,9)      | 35 (95)          | 36,7 (98,1)      | 40,6 (105,1)     | 43,9 (111)       | 43,3 (109,9)     | 42,8 (109)       | 35,6 (96,1)      | 30 (86)          | 27,8 (82)        | 35,6 (96,1)      |
| Средњи максимум, °C (°F)    | 9 (48)           | 12,7 (54,9)      | 17,9 (64,2)      | 22,9 (73,2)      | 26,7 (80,1)      | 30,9 (87,6)      | 33,8 (92,8)      | 33,7 (92,7)      | 29,4 (84,9)      | 23,9 (75)        | 16,3 (61,3)      | 10,5 (50,9)      | 22,3 (72,1)      |
| Средњи минимум, °C (°F)     | −2,3 (27,9)      | 0,3 (32,5)       | 4,9 (40,8)       | 9,4 (48,9)       | 14,9 (58,8)      | 19,6 (67,3)      | 21,9 (71,4)      | 21,3 (70,3)      | 17,2 (63)        | 10,3 (50,5)      | 4,2 (39,6)       | −0,5 (31,1)      | 10,1 (50,2)      |
| Апсолутни минимум, °C (°F)  | −23,3 (−9,9)     | −22,8 (−9)       | −13,9 (7)        | −5,6 (21,9)      | 1,7 (35,1)       | 8,3 (46,9)       | 10 (50)          | 10,6 (51,1)      | 0,6 (33,1)       | −5,6 (21,9)      | −13,3 (8,1)      | −20,6 (−5,1)     | −6,2 (20,8)      |
| Количина падавина, mm (in)  | 6 (2,4)          | 6,6 (2,6)        | 10 (3,9)         | 9,9 (3,9)        | 13,4 (5,28)      | 10,9 (4,29)      | 8,1 (3,19)       | 6,5 (2,56)       | 9,2 (3,62)       | 10 (3,9)         | 12,2 (4,8)       | 8,6 (3,39)       | 111,4 (43,86)    |
| Извор: ustravelweather.com  |                  |                  |                  |                  |                  |                  |                  |                  |                  |                  |                  |                  |                  |

## Становништво
| Група             | 2000. | 2010. |
| Белци             |       |       |
| Афроамериканци    |       |       |
| Азијати           |       |       |
| Хиспаноамериканци |       |       |
| Укупно            |       |       |

Према попису из 2000е у граду је било 80.268 становника, 32.398 домаћинстава и 20.637 породица у граду. Густина насељености је била 615,5 становника по km². Расни састав становништва је био: 75% белаца, 8,65% Афроамериканаца, 2% Индијанаца, 4,59% Азијата, 8,78% Хиспанаца, итд.
7,10% станонвиштва говори шпански језик, 3,38% фовори вијетнамски језик и Лаоски језик, док 2,5% становништва говори тагалог.
| Година     | Бр. становника |
| ---------- | -------------- |
| 1900.      | 11.600         |
| 1906/1907. | 23.500         |
| 1910.      | 24.000         |
| 1916/1917. | 28.600         |
| 1920.      | 18.900         |
| 1930.      | 31.400         |
| 1940.      | 26.600         |
| 1950.      | 47.900         |
| 1960.      | 53.000         |
| 1970.      | 62.800         |
| 1980.      | 71.800         |
| 1990.      | 72.800         |
| 2000.      | 80.628         |